# Dvoreanka, Domanivka
Dvoreanka (în ucraineană Дворянка) este un sat în comuna Mostove din raionul Domanivka, regiunea Mîkolaiiv, Ucraina.

## Demografie
Componența lingvistică a localității Dvoreanka
     Ucraineană (100%)
Conform recensământului din 2001, toată populația localității Dvoreanka era vorbitoare de ucraineană (100%).